# Zomerzaksikkelmot
De zomerzaksikkelmot (Pseudatemelia josephinae) is een vlinder uit de familie van de sikkelmotten (Oecophoridae).
De spanwijdte van de vlinder bedraagt ongeveer 20 millimeter.